# Увайси (суфийский термин)
Увайси (араб. أُوَيْس‎) — форма передачи духовного опыта (духовная инициация) в суфийской мистической традиции от духа конкретного умершего человека к человеку живому, а также человек, получивший духовные знания посредством данной передачи. Термин происходит от имени Увайса аль-Карани, который получил духовный опыт непосредственно от Мухаммеда после его смерти, в 657—658 году. Суфии верили, что дух святого продолжает жить и активно участвовать в делах мира, являясь в снах или наставляя ищущего на его Пути, — ибо «друзья Бога не умирают».

## Описание
Суфии верят, что мистиком увайси нельзя стать по собственному желанию. Решение об этом принимается свыше. Передача духовного опыта увайси происходит незримо для окружающих. Инициация мистика в традиции увайси, происходящая либо во сне, либо в грезах наяву и представляет собой интимное, глубоко внутреннее общение духа с неофитом (сухбат), которое может быть вербальным, а может происходить и на невербальном, духовном уровне. Возможен также вариант, совмещающий вербальное и невербальное общение. Духовная суть инициации состоит в подключении неофита к конкретной цепи духовной преемственности (силсила). Инициацию неофита может произвести непосредственно Хидр.
Согласно суфийской традиции, мистик увайси — это мистик, отмеченный печатью богоизбранности и уже установивший незримую духовную связь с божественным. Но принадлежность к увайси не отменяет необходимости получения стандартного суфийского обучения. Мистик увайси не может быть причислен к какому-либо суфийскому братству до тех пор, пока не пройдет путь формального обучения у действующего шейха конкретного братства, пока не будет включен в его цепь духовной преемственности и пока не получит от данного шейха разрешение на наставничество и самостоятельную практику.
Некоторые тарикаты используют термин увайси для описания дистанционной передачи духовного опыта между живым шейхом и его учениками.
Значение традиции увайси для суфизма может недооцениваться современными исследователями.

## Мистики увайси
Увайс аль-Карани получил инициацию от Мухаммеда.
Харакани получил увайси от Бистами.
Аттар получил увайси от Халладжа.
Абдул-Халик Гидждувани получил увайси от Хидра.
Бахауддин Накшбанд получил увайси от Абдул-Халик Гидждувани.
Сатук Бугра-хан получил увайси от Мухаммеда.
Хаджа Ахмад Сабуни.
Имам Мухаммад Бакир.
Шайх Са‘д ад-дин Дамдари.
Шайх Шихаб ад-дин ал-Херуи.
Шайх ‘Абд ар-Рахман.

## Происхождение и сходства
Традиция наследования духу умершего не является духовным продуктом самого ислама, но была внесена в него мусульманской общиной и адаптирована ею в качестве своей под названием увайси.
Определённые сходства с традицией увайси можно усмотреть в других религиях, например, обращение Павла в христианстве.
Передача духовного опыта от духа умершего человека известна также в буддизме, даосизме, шаманизме, синтоизме.